# كيفن هاريسون
كيفن هاريسون (بالإنجليزية: Kevin Harrison)‏ هو لاعب كرة قدم أمريكية أمريكي، ولد في 24 ديسمبر 1981 في بلفيل في الولايات المتحدة.

## وصلات خارجية
- كيفن هاريسون على موقع مرجع كرة القدم المحترفة.كوم (الإنجليزية)